# چانگنیئونگ-وپ
چانگنیئونگ-وپ (به لاتین: Changnyeong-eup) یک منطقهٔ مسکونی در کره جنوبی است که در Changnyeong County واقع شده‌است. چانگنیئونگ-وپ ۶۱٫۴۲ کیلومتر مربع مساحت و ۱۶٬۷۲۳ نفر جمعیت دارد و ۲ متر بالاتر از سطح دریا واقع شده‌است.